# Josef Staudigl den yngre
Josef Staudigl, född den 18 mars 1850 i Wien, död den 21 april 1916 i Karlsruhe, var en österrikisk operasångare (baryton). Han var son till Josef Staudigl den äldre.
Staudigl studerade vid Wienerkonservatoriet och för Franz Krenn, Hans Rokitansky och Anton Bruckner. Han var därefter anställd vid Karlsruhe-teatern, men lämnade den för att söka sin lycka i Amerika. Han var också bosatt i Berlin under en tioårsperiod.